# Hindola tamangana
Hindola tamangana is een halfvleugelig insect uit de familie Machaerotidae. De wetenschappelijke naam van deze soort is voor het eerst geldig gepubliceerd in 1951 door Lallemand.